# 国頭義正
国頭 義正（くにとう よしまさ、1916年12月12日 - 1981年10月1日）は、日本の経営評論家。
鳥取県淀江町（米子市）出身。共同通信記者、大阪タイムス社論説委員、報道部長、編集局長、1949年『経済春秋』を創刊、主宰、ケイザイ春秋社社長。

## 著書
- 『財界新怪物伝 裸一貫からのしあがった11人の侍』池田書店 イケダ3Mブックス 1965
- 『財界人と出身校 10,000人』池田書店 イケダ3Mブックス 1965
- 『住友商人 情けを知らぬ合理主義者か』光文社 カッパビジネス 1966
- 『ビジネス・エリート入門 明日の企業をリードするビジネスマンの条件』池田書店 イケダ3Mブックス 1967
- 『カラーテレビ合戦 ブームを呼ぶ13社の新体制』八雲井書院 1969
- 『グレーター鐘紡の挫折 起死回生の策はみのるか』徳間書店 トクマビジネス 1969
- 『自己開発力 君自身をのばす100の原則』徳間書店 トクマビジネス 1969
- 『統率力 いざという時の指導者』徳間書店 トクマビジネス 1969
- 『ビジネスマン決断集 そのときキミならどうする』潮出版社 1971
- 『これがヤクルト』ダイヤモンド社 1972
- 『京都商法 勝ちのこる会社の秘密』講談社 1973
- 『子会社 これからの企業発展を担うもの』光文社 カッパ・ビジネス 1974
- 『日本の社長 全上場千七百社のトップの履歴書』波書房 1974
- 『企業・視界ゼロ あなたの会社に希望はあるのか』波書房 1975
- 『大当たり異色商法 どんどん伸びるふるさと企業の秘密』講談社 1976
- 『企業・買いか売りか 財界不等高線をよむ』波書房 1976
- 『企業・ライバル地図 激烈な企業競争-最後に笑うのは』波書房 1976
- 『国頭義正経済時評集』1-2　全文出版 1976-79
- 『部課長への公開質問状』エフプロ出版 1977
- 『洋酒業界のゆくえ 熾烈化するシェア争いのすべて』日本実業出版社 1977
- 『原点の商法 トヨタ・松下も実践している小林流経営哲学』ごま書房 ゴマブックス 1978
- 『豊かな管理職への発想』エフプロ出版 1978
- 『銀行合併 迫りくる金融再編戦争の展望』グリーンアロー・ブックス 1979
- 『中国を狙う経済戦略 激突する大企業・商社の対中戦略 景気回復の活路となるか!?』日本文芸社 1979
- 『トヨタの経営法則』ごま書房 ゴマブックス 1979
- 『80年代に勝つ決断』ごま書房 ゴマブックス 1980
- 『こんな社長には辞表を出せ 自分の価値を台無しにしないために』太陽企画出版 1981

## 論文
- Cinii